# Mario Malossini
Mario Malossini (Riva del Garda, 4 aprile 1947) è un politico italiano, presidente della giunta della Provincia autonoma di Trento dal 1989 al 1992. Dal 2009 è presidente della Commissione paritetica per le norme di attuazione dello Statuto di Autonomia.

## Biografia
All'inizio della carriera è stato segretario di Flaminio Piccoli, ed è stato poi eletto consigliere comunale nella città natale. È stato Segretario organizzativo prima e successivamente di Segretario politico della Democrazia Cristiana locale.
È stato eletto consigliere provinciale per la prima volta nel 1978. Dal 1981 al 1988 è stato assessore al turismo ed al commercio della Provincia di Trento (presidente Flavio Mengoni). È stato rieletto nel 1983 con 22.970 preferenze e nel 1988 con 35.793, risultato il politico più votato in Provincia di Trento. Dal 1989 al 1992 è stato presidente della giunta della Provincia autonoma di Trento. Ha ricoperto fra i suoi incarichi politico-istituzionali quello di Presidente della Libera Università degli studi di Trento, membro del Consiglio di Amministrazione dell'istituto di Trentino Cultura, Vicepresidente della Conferenza Stato-Regioni Presidente della Comunità Arge-Alp, membro dell'Esecutivo del Consiglio d'Europa delle Regioni. Nel 1992 ha dato le dimissioni insieme ai suoi assessori.
Nel 1993, nel periodo dell'inchiesta di Mani pulite è stato indagato e ha subito una condanna per ricettazione, con riferimento ad una contribuzione per la campagna elettorale. È stato coordinatore di Forza Italia in Trentino.
In anni più recenti ha operato quale libero professionista svolgendo attività di consulente e responsabile delle relazioni esterne e sviluppo di palacongressi Spa di Riva del Garda. È stato inoltre chiamato come consulente di:
Unione Commercio e Turismo e attività di servizio della Provincia Autonoma di Trento
TOROC - Comitato per l'organizzazione dei XX Giochi olimpici invernali - Torino 2006.
Ha inoltre svolto consulenze per altri Enti e Amministrazioni pubbliche e numerosi Gruppi imprenditoriali.
È stato presidente della Compagnia delle Opere del Trentino-Alto Adige, in cui sono riunite le imprese economiche e le associazioni non profit dal 2000 al 2003.
Dopo 10 anni di assenza, candidato come capolista, è stato rieletto in Consiglio Provinciale nel 2003 nella lista di Forza Italia, risultando, con 13.750 preferenze, il consigliere più votato di tutti gli schieramenti ed è stato il Presidente del Gruppo Consiliare nonché Coordinatore regionale di Forza Italia. 
Nel dicembre 2009 è stato nominato Presidente della Commissione paritetica per le norme di attuazione dello Statuto di Autonomia della Regione Trentino-Alto Adige.
Alle elezioni europee del 2019 si candida per Forza Italia nella Circoscrizione Italia nord-orientale.